# Newton Knight
Pour les articles homonymes, voir Knight.
Newton Knight, né le 10 novembre 1829 dans le comté de Jones et mort le 16 février 1922 dans le comté de Jasper, est un fermier, soldat et homme politique américain.

## Biographie

### Guerre de Sécession et État libre de Jones
Unioniste du Sud, il réside dans le Mississippi et est mieux connu comme le chef de la Knight Company, une bande de déserteurs de l'armée confédérée qui résiste à la Confédération pendant la guerre de Sécession. Les légendes locales racontent que Knight et ses hommes forment « l'État libre de Jones » dans la région du comté de Jones. La teneur réelle, ainsi que la portée effective de cette insurrection font encore l'objet d'un débat parmi les historiens. 
Sa réputation auprès des hommes de Sherman est suffisante pour qu'il rencontre le général William Linn McMillen en juillet 1865 à Meridian. 

#### Motivations
Les motivations de Newton Knight sont incertaines, faute de documentation suffisante. S'il est déserteur après 15 mois de service, à la suite de la mort de son neveu, il est assurément, en tant que planteur, témoin des atrocités de l'esclavage dans les plantations alentour.
Le gouvernement fédéral n'en fait pas un héros et se borne à ne pas le reconnaitre comme soldat de l'Union, ce qui aurait été pour le moins saugrenu au cœur du Mississippi confédéré. Néanmoins, en 1862 la communauté du comté de Jones hisse le drapeau unioniste et exécute tous les collecteurs d'impôts confédérés ; un nombre estimé à 600 hommes se déclarent « soldats de l'Union ». La révolte est matée avec l'exécution par Robert Lowry de 10 hommes découverts un à un dans les marais par des chiens de chasse.

### Après la guerre
Après la guerre, comme la plupart des Unionistes du Sud, il s'engage dans le Parti républicain (qui prône la République pour le gouvernement légitime de l'Union) et participe au gouvernement de Reconstruction du Mississippi. Il épouse, en secondes noces, Rachel, une affranchie de sa plantation (esclave achetée et affranchie par son grand-père, par conséquent portant probablement le nom de famille Knight) et a plusieurs enfants avec elle, et ce alors que le mariage « interracial », autorisé par la Reconstruction de 1868 à 1890, redevient interdit dans son État du Mississippi de 1890 jusqu'à son abolition fédérale en 1967.
Son ancien adversaire Robert Lowry s'engage dans le Parti démocrate (défendant la liberté individuelle pour les lois locales du Sud). En novembre 1881, Robert Lowry (en) est élu gouverneur de l'État et Newton Knight quitte toute vie publique, avant même la fin de la Reconstruction en 1890.

## Descendance
Quelques années après guerre, par son mariage « interracial », il fonde une communauté familiale élargie : non seulement il a des enfants avec sa seconde épouse, mais leurs enfants majeurs issus de leurs précédents mariages sont mariés entre eux (fils de Newton Knight avec filles de Rachel Knight, et fils de Rachel Knight avec fille de Newton Knight).
Au début des années 1960, deux de ses arrière-arrière-petits-enfants, Edgar et Randy Williamson, sont impliqués dans un conflit avec les autorités scolaires locales : celles-ci les considèrent comme noirs et leur refusent l'accès aux écoles réservées aux blancs alors que, descendants de Newton Knight et de Rachel, ils étaient 1/32 noirs et donc considérés comme blancs par la loi du Mississippi - et par conséquent ne pouvant être légalement inscrits aux écoles pour noirs. Ce problème dure plusieurs années ; en 1965, ils sont finalement admis, sur intervention des services sociaux, dans la classe équivalente au CP, alors qu'ils sont désormais âgés respectivement de 11 et 10 ans.

## Postérité
Le Sang de la terre (1948) réalisé par George Marshall et Free State of Jones (2016) réalisé par Gary Ross ont pour thème la vie de Newton Knight.